# Monte Andes
Il Monte Andes (in lingua inglese: Mount Andes) è una vetta antartica, alta 2.525 m, situata nel settore sudorientale delle Tapley Mountains, catena montuosa che fa parte dei Monti della Regina Maud, in Antartide. 
Fu mappata dalla United States Geological Survey (USGS) sulla base di ispezioni in loco e di foto aeree scattate dalla U.S. Navy nel periodo 1960-63.
La denominazione fu assegnata dall'Advisory Committee on Antarctic Names (US-ACAN) in onore del capitano di corvetta Paul G. Andes, della U.S. Navy, pilota alla Stazione Byrd durante le sessioni di permanenza del 1962-63 e 1963-64.